# ネットワークインテグレーター
ネットワークインテグレーターとは、日本のIT業界でWAN、LAN等のIP系ネットワークインフラのコンサルティング、設計、構築、運用・保守を提供する情報通信企業である。システムインテグレーター（SIer）になぞらえてNIer（エヌアイヤー）、ネットワーク専業ベンダー（売り主）とも呼ばれる。

## 歴史と現状
ネットワーク機器の輸入販売会社、電線メーカの電気工事子会社、通信建設工事会社などからネットワークインテグレータへ発展したもの、旧財閥系企業のITインフラ部門が独立したものに大別される。近年はSIerがネットワークインフラの構築を兼ねるケース、専業ベンダーがSIerへ事業を拡大するケースが増え続けており、NIを専業とする企業は減少している。
主にネットワークエンジニア、サーバエンジニアといったITインフラに携わる技術者が多く在籍する。また、情報技術の高度化、仮想化に伴いクラウドサービスや情報セキュリティに注力する企業が増加している。

## 日本国内の代表的なネットワークインテグレーター
- インターネットイニシアティブ
- 伊藤忠テクノソリューションズ
- ネットワンシステムズ
- 三井情報
- NECネッツエスアイ
- アルテリア・ネットワークス
- 富士通ネットワークソリューションズ
- 日本情報通信
- ネットワークバリューコンポネンツ
- 日立情報通信エンジニアリング
- ユニアデックス
- テクマトリックス
- ソリトンシステムズ
- セグエグループ
- パナソニックLSネットワークス